# اسکن تیروئید

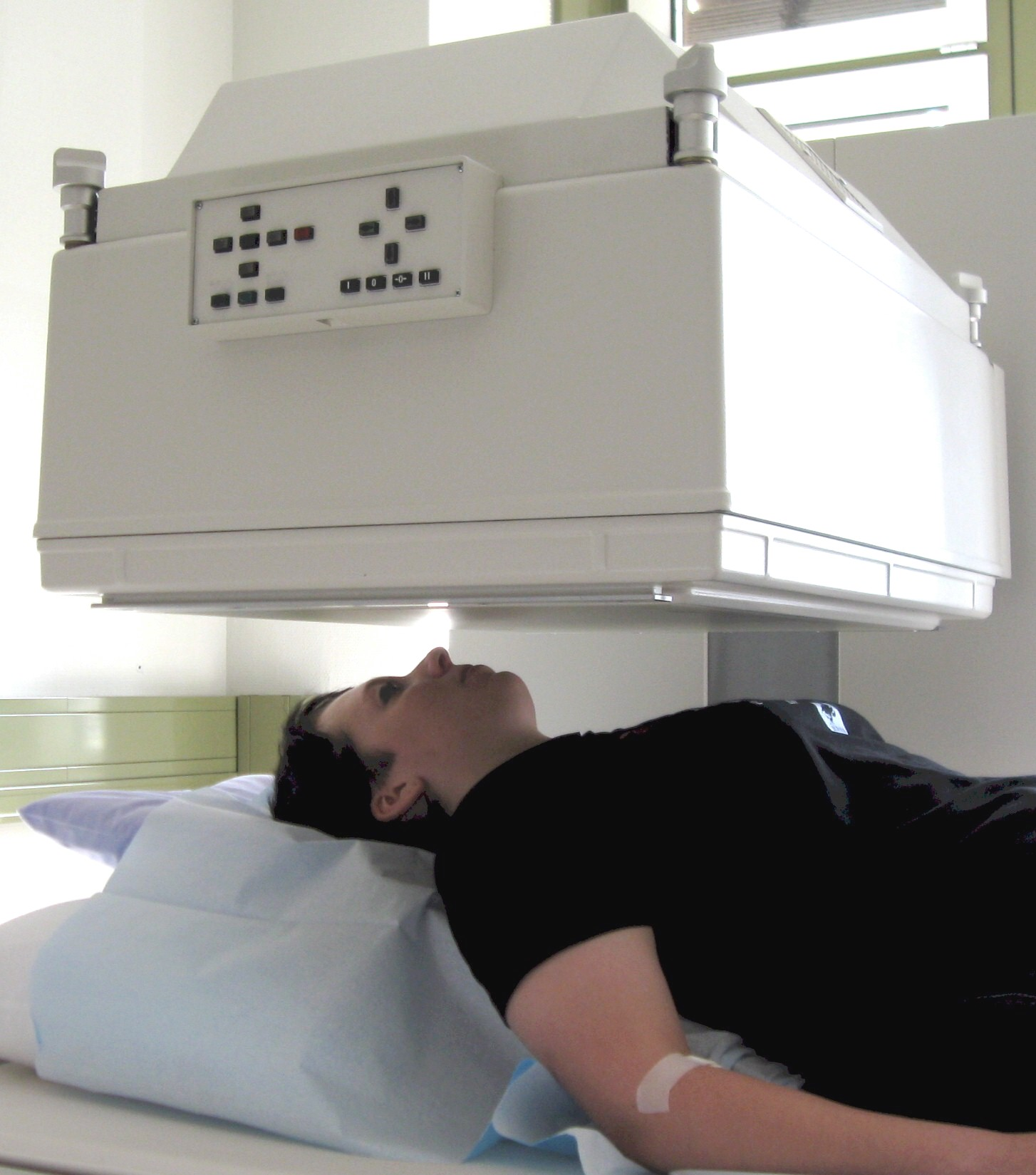
سینتیگرافی تیروئید

اسکن تیروئید (به انگلیسی: Radioactive iodine uptake test) نوعی روش تصویربرداری در پزشکی هسته‌ای است.
در این روش از رادیوایزوتوپ ید-۱۳۱ استفاده می‌شود. علاوه بر ید از تکنسیم نیز استفاده میشود. ماده را تزریق کرده و تصاویری را از تجمع آن در غده تیروئید ثبت می‌کنند. کاهش یا افزایش فعالیت غده را آنگاه با ظرفیت استفاده غده از ید می‌سنجند.
با این تصاویر می‌توان بزرگی یا کوچکی، فعالیت، و موقعیت غده را ارزیابی نمود.
قابل توجه است که از همین رادیوایزوتوپ برای درمان بیماری‌های تیروئیدی نیز استفاده می شود.

## نگارخانه

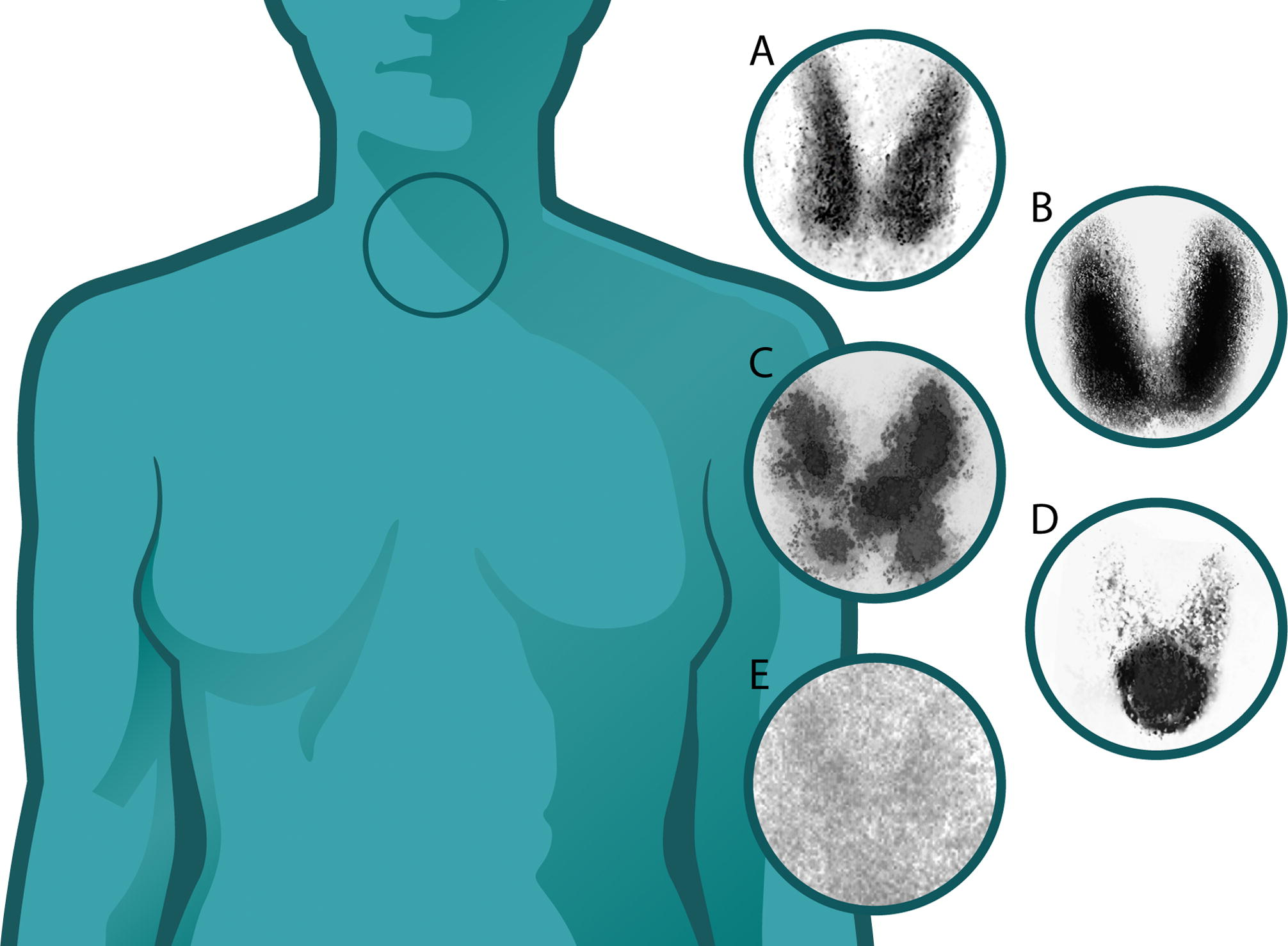